# Lyons (Wisconsin)
Lyons – miasto w Stanach Zjednoczonych, w stanie Wisconsin, w hrabstwie Walworth.